# Sterkern

Interne structuur van de Zon. De verschillende lagen zijn op schaal getekend. Per laag is de dichtheid en temperatuur (in kelvin) aangegeven.

Een sterkern is het extreem hete en compacte gebied in het midden van een ster. In een gewone ster op de hoofdreeks is het kerngebied het volume waar de temperatuur en het drukniveau dusdanig zijn dat er energie wordt opgewekt. Dit gebeurt middels thermonucleaire kernfusie, waarbij waterstof wordt omgezet in helium. Deze opgewekte energie fungeert als tegenwicht voor de immense inwaarts gerichte zwaartekracht; deze balans houd de omstandigheden in een ster in een thermisch en hydrostatisch evenwicht. 
De minimaal benodigde temperatuur voor kernfusie van waterstof in een ster is heter dan 107 kelvin (10 megakelvin), waarbij de dichtheid in de kern van de Zon meer dan 100 g/cm3 is. De kern wordt omgeven door de steratmosfeer, waardoor energie vanuit de kern naar het heelal wordt uitgestraald.

## Op de hoofdreeks

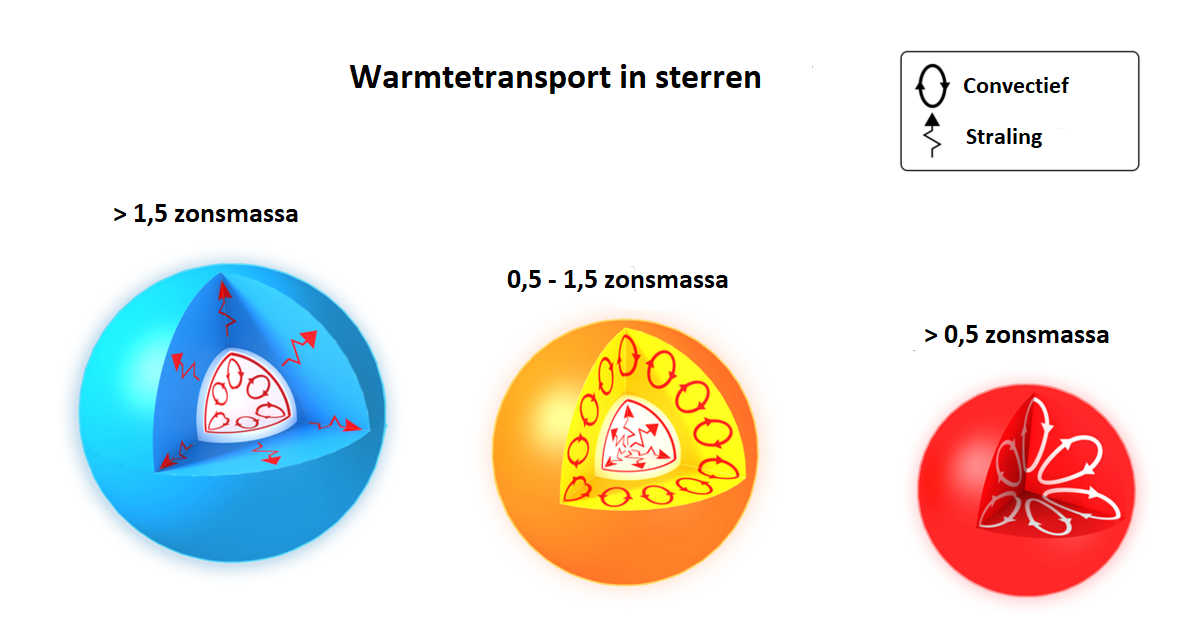
Zware hoofdreekssterren hebben een sterkern met een convectieve warmteoverdracht. Gemiddeld zware sterren hebben sterkernen waarbij hittetransport via straling geschied. Lichtere sterren zijn volledig convectief.

Een belangrijk onderscheidende eigenschap van sterren op de hoofdreeks is hun primaire energieproductie in de sterkern. Hierbij worden vier waterstofkernen gecombineerd tot een enkele heliumkern middels thermonucleaire kernfusie. Onze Zon is een goed voorbeeld van zo'n soort ster. Nadat sterren zoals de Zon ontstaan, zal de sterkern na ongeveer 100 miljoen jaar een thermisch evenwicht bereiken en hitte via straling transporteren. De opgewekte energie wordt dus via straling en warmteoverdracht uit de kern verplaatst en niet via massaoverdracht in de vorm van convectie (stroming). Boven dit sfeervormige gebied van warmtestraling ligt een klein convectief gebied net onder de steratmosfeer.
Hoe minder massa een ster heeft, hoe meer de buitenste convectieve schil een groter deel zal uitmaken van het steromhulsel. Bestaat de ster uit 0,35 M☉ (35% van de zonnemassa) of minder (inclusief mislukte sterren) dan zal de ster volledig convectief zijn, inclusief de sterkern. De allerlichtste sterren zijn koelere type M rode dwergen. Driekwart van alle sterren in de Melkweg is een rode dwerg. Op zijn allerlichtst is een rode dwerg 0,0075 M☉. Heeft een ster nog minder massa, dan kan gewone kernfusie van waterstof niet plaatsvinden (deuterium buiten beschouwing gelaten). Een ster zonder waterstoffusie noemt men een bruine dwerg. De temperaturen van de sterkernen van zulke lichte sterren nemen af naarmate de massahoeveelheid minder wordt, terwijl de dichtheid toeneemt. Voor een ster van 0,1 M☉ zal de kerntemperatuur ongeveer 5 megakelvin bedragen met een dichtheid van 500 g/cm−3. Zelfs bij sterren met de laagste temperaturen zal het waterstof en helium in de sterkern volledig geïoniseerd zijn.
Bevat een ster minder dan 1,2 M☉ dan zal de energieproductie in de sterkern hoofdzakelijk van de proton-protoncyclus komen, waarvoor alleen waterstof nodig is. Is een ster zwaarder dan zal energie steeds meer met de CNO-cyclus worden opgewekt. Met deze cyclus worden andere elementen zoals koolstof, stikstof en zuurstof ook verbruikt. In het geval van de Zon komt slechts 1,5% van het totaal uit deze CNO-cyclus. In sterren met een zonnemassa van 1,5, waarin de sterkern 18 megakelvin bereikt, zal de helft van de totale energieproductie komen uit diens CNO-cyclus en de andere helft van de proton-protoncyclus. De CNO-cyclus is veel temperatuurgevoeliger dan de proton-protoncyclus, waardoor de meeste energieproductie bij eerstgenoemde in het midden van de kern plaatsvindt. Hierdoor is de temperatuurgradiënt hoog, waarbij convectieve instabiliteit ontstaat. Daarom is de sterkern convectief bij sterren van meer dan 1,2 M☉.
Hoeveel massa een ster ook heeft, de temperatuur zal altijd toenemen al naargelang er meer waterstof uit de sterkern verbruikt is, om zo het thermisch evenwicht in stand te houden. Hiervoor is dan ook een stevigere energieproductie nodig, waardoor de lichtkracht van de ster toe zal nemen. De levensduur van een sterkern van waterstof wordt minder naarmate de ster meer massa bevat. In het geval van een ster als de Zon (1 M☉) is deze periode ongeveer 10 miljard jaar. Bij 5 M☉ zal de levensduur 65 miljoen jaar bedragen en met 25 M☉ zal de periode van waterstoffusie in de sterkern slechts nog 6 miljoen jaar zijn. Men verwacht dat volledig convectieve rode dwergen de sterren met de langste levensduur zullen zijn, met een verwachte periode op de hoofdreeks van honderden miljarden jaren. Echter is dit louter theorie omdat het heelal nog geen 14 miljard jaar oud is.

## In subreuzen
Zodra een ster al het waterstof in de sterkern in helium heeft omgezet, zal de kern zichzelf niet langer in evenwicht met de zwaartekracht kunnen houden en zal deze beginnen te krimpen. Hierdoor neemt de temperatuur in de kern toe, waardoor deze heet genoeg wordt om in een schil buiten om de kern heen waterstof te gaan fuseren. De sterkern zal doorgaan met krimpen terwijl de buitenste sterlagen uitzetten. Tijdens deze levensfase noemt men een ster een subreus. De sterren met relatief weinig massa kunnen nooit een subreus worden omdat ze volledig convectief zijn.
Sterren met een massa tussen ongeveer 0,4 en 1 M☉ hebben kleine, niet-convectieve sterkernen op de hoofdreeks en ontwikkelen dikke schillen van waterstof op de subreuzentak. Ze zullen hier meerdere miljarden jaren verblijven, terwijl de massa van het helium in de sterkern traag toeneemt van de waterstoffusie in de omringende sterschil. Uiteindelijk zal de kern degeneratief raken en gaat de ster uitzetten. Dit markeert de start op de rode reuzentak.
Sterren van 1 tot 2 M☉ hebben ten minste nog gedeeltelijk convectieve sterkernen tijdens hun bestaan op de hoofdreeks. Ze zullen een relatief grote heliumkern ontwikkelen voordat het waterstof in het convectieve deel opraakt. Mogelijk wordt er nog meer waterstof uit andere delen door bijzondere processen verbruikt. Uiteindelijk valt de kernfusie in de sterkern stil, waardoor de kern zal gaan krimpen. Onder invloed van de zwaartekracht zal waarachtig de temperatuur en lichtkracht van de ster enkele miljoenen jaren toenemen, tot er voldoende hitte bereikt wordt om kernfusie te starten in de waterstofschil. Zodra waterstoffusie begint zal het steroppervlak afkoelen en is de ster officieel een subreus. Voor wanneer in een sterkern alle fusie is stilgevallen, maar de temperatuur in stand gehouden wordt door kernfusie in een omringende sterschil, is er een maximum voor de massa van de sterkern bepaald op de Schönberg-Chandrasekhar limiet. Overschrijdt de kern deze limiet, dan zal deze ineenstorten in ontaarde materie, waarbij tevens de buitenste sterlagen snel uitzetten. Zo wordt de ster een rode reus op de rode reuzentak. Een ster van twee of minder zonsmassa zal slechts een paar miljoen jaar een subreus zijn, een minimale fractie van de totale bestaansduur (zie Hertzsprunggat). Sterren met meer dan twee zonsmassa bevatten een sterkern die al groter is dan de Schönberg-Chandrasekhar limiet voordat ze de hoofdreeks verlaten.

## In reuzensterren

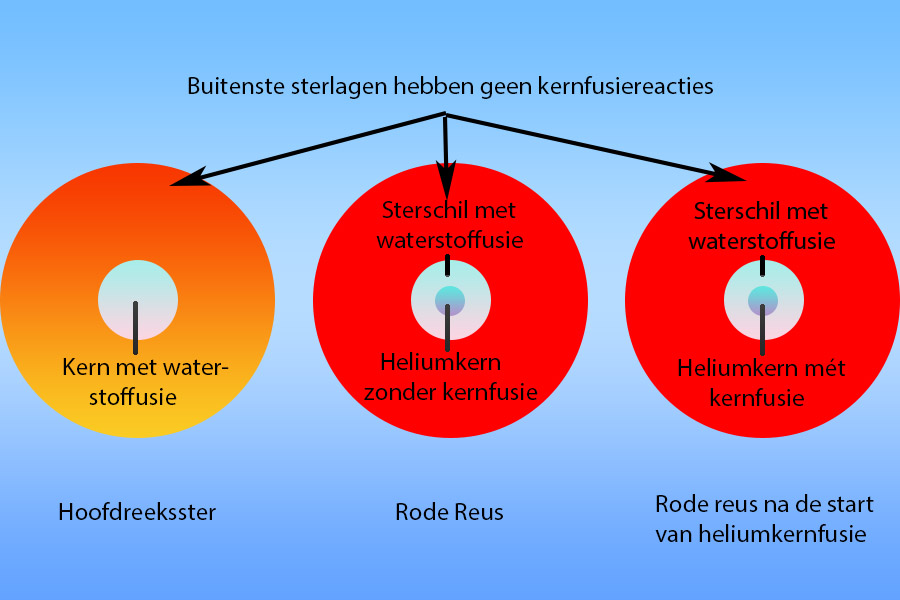
Verschillende sterstructuren van links naar rechts: de hoofdreeks, de rode reuzentak en de horizontale tak.

Zodra de voorraad waterstof in de sterkern van een ster van ten minste 0,25 M☉ is opgebrand, zal de ster de hoofdreeks verlaten en verder evolueren via de subreuzentak naar de rode reuzentak, op het Hertzsprung-Russelldiagram. Evoluerende sterren van maximaal zo'n 1,2 M☉ zullen hun sterkernen ineenkrimpen, totdat waterstoffusie start via de proton-protoncyclus. Dit gebeurt in een schil om de inactieve heliumkernen heen. Tijdens dit proces bevinden de sterren zich op de subreuzentak. De heliumkern zal langzaam maar zeker in massa toenemen, waardoor de schil met waterstoffusie steeds heter wordt. Uiteindelijk kan energie opgewekt worden met de CNO-cyclus. Vanwege de sterke temperatuurgevoeligheid van de CNO-cyclus zal de waterstofschil dunner zijn dan voorheen. Sterren van meer dan 1,2 M☉, waar de kern niet convectief van is en die hun waterstofkern hebben opgebrand met de CNO-cyclus, zullen hun sterkern ineenkrimpen om dan direct naar de reuzenfase op de rode reuzentak te gaan. De toenemende massa en dichtheid van de helium sterkern zal de ster in omvang en lichtkracht doen toenemen terwijl deze op de rode reuzentak omhoog evolueert.
In sterren die bestaan uit 0,4 tot 1,5 M☉ zal de helium sterkern in ontaarde toestand geraken voordat deze heet genoeg kan worden voor kernfusie. De maximale massa waaruit een niet-fuserende, isotherme sterkern kan bestaan die de druk van het steromhulsel kan weerstaan is bepaald op de Schönberg-Chandrasekhar limiet. Wordt deze limiet overschreden, dan zal de kern ineenstorten naar ontaarde materie, totdat deze heet genoeg is voor kernfusie van helium. Als deze ontaarde heliumkern een hoge dichtheid bereikt - van 10 × 106 g/cm−3 met een temperatuur van zo'n 10 × 108 K - zal deze een nucleaire explosie ondergaan, die een "heliumflits" genoemd wordt. Van deze gebeurtenis valt aan de buitenkant van de ster niets te ontdekken, omdat de energie uitbarsting geheel wordt verbruikt om de heliumkern uit de ontaarde toestand naar de gewone plasmavorm te veranderen. Nu de sterkern van helium fuseert, zal deze uitzetten en in dichtheid afnemen tot plusminus 103 - 104 g/cm−3. Hierbij zal het steromhulsel beginnen te krimpen - dit markeert het begin een nieuwe levensfase: die van de horizontale tak. Hierop vertoont de fotosfeer een snelle afname in lichtkracht en tegelijkertijd een toename in effectieve temperatuur.
In de zwaardere hoofdreekssterren waar de sterkern convectief van is, zal het door kernfusie geproduceerde helium gaan vermengen door de gehele convectieve zone. Zodra het waterstof uit de sterkern op is, zal dit dus in het totale convectieve kerngebied op zijn. Tegen deze tijd zal de heliumkern gaan krimpen en zal waterstoffusie beginnen rond een sterschil om de kern heen, wat langzaam steeds meer helium zal afzetten in de kern. Met een stermassa van meer dan 2,25 M☉ zal een sterkern niet in ontaarde toestand komen voordat deze heliumfusie kan starten. In dit geval zal terwijl de ster ouder wordt, de sterkern steeds meer krimpen en daarmee heter worden. Dit gaat dan zo door totdat kernfusie van helium kan worden gehandhaafd in het centrum, zodat helium tot koolstof wordt gefuseerd. Echter zal het leeuwendeel van de opgewekte energie in deze levensfase nog steeds van de waterstoffusie uit de sterschil komen.
Bestaat een ster uit meer dan 10 M☉, dan zal kernfusie in de heliumkern direct beginnen als de ster van de hoofdreeks af evolueert. Twee waterstof fuserende sterschillen vormen dan om de heliumkern heen: een dunne, binnenste schil met de CNO-cyclus en een buitenste schil met de proton-protoncyclus.